# Henry Boyle (1er baron Carleton)
Henry Boyle (12 juillet 1669 - 31 mars 1725) est un homme politique Anglo-Irlandais. Il, est titré baron Carleton.

## Biographie
Il est le fils de Charles Boyle (3e vicomte Dungarvan), et fait ses études à Westminster School et Trinity College (Cambridge) et s'enrôle dans l'armée sous les auspices de son oncle, le politicien Tory Laurence Hyde (1er comte de Rochester). Cependant, Boyle devient un Whig, et en 1688, déserte l'armée de Jacques II en faveur du prince d'Orange.
En 1689, il est élu au Parlement d'Angleterre pour Tamworth, mais est battu l'année suivante. Il passe les deux années suivantes en Irlande, pour la gestion des biens de la famille. Il représente le comté de Cork à la Chambre des communes irlandaise. En 1692, il revient au parlement anglais pour l'Université de Cambridge, et devient un éminent porte-parole de l'opposition, mais en 1697, il passe au parti de la cour. Il devient un Lords du Trésor en 1699, et Chancelier de l'Échiquier en 1701.
Il devient aussi Lord Lieutenant du West Riding of Yorkshire et Lord Trésorier de l'Irlande en 1704, et est élu député de Westminster en 1705. Avec le départ de Robert Harley et de ses partisans du gouvernement, Boyle est Secrétaire d'État pour le Département du Nord et le principal allié du Lord Trésorier Sidney Godolphin à la chambre des Communes. Leur contrôle du ministère est de plus en plus affaibli par la puissance des aristocrates Whig et en 1710, il quitte son poste et se retire de la politique avec l'arrivée du nouveau ministère Tory de Harley.
Avec les l'arrivée des Hanovre en 1714, Il est élevé à la pairie en tant que baron Carleton et devient Lord président du Conseil en 1721, un poste où il reste jusqu'à sa mort en 1725.